# Фили (регбийный клуб)
Регбийный клуб «Фили́» — команда по регби из Москвы. Основан в 1967 году. Один из старейших клубов Москвы. Играет в Высшей лиге и в Чемпионата Москвы по регби (проводимого Федерацией регби Москвы).

## История
Фили — один и старейших и титулованных регбийных клубов страны, был основан в 1967 году. До этого команда называлась: 1961—1963 — «Дружба», 1963—1966 — «Крылья Советов». Играл в высшем дивизионе Чемпионата СССР по регби, с 1992 года в Чемпионате России.
Регби клуб "Дружба"при ОКБ-165 ,где руководителем был известный учёный Архип Михайлович Люлька, образован инженером, выпускником МВТУ им  Баумана Алексеем Михайловичем Талызиным. Первая тренировка прошла в парке Сокольники 2 февраля 1961 года, что и стало днём рождения команды. КФК "Дружба"один и старейших и титулованных регбийных клубов СССР, был основан в 1961 году при ОКБ-165 директор Люлька Архип Михайлович  с 1961—1963 — «Дружба», которая за три года сумела создать клуб и довольно таки сильную юношескую команду которая поэтапно в 1962 году стала 2 призером Первенства Москаы а 1963 году и Чемпионом Москвы в команде играли такие игроки : Ивашов Борис ,Аляутдинов Виктор ,Гаврилов Борис ,Лыгин Борис ,Устинов Юрий ,Чеченков Сергей ,Филипов Юрий ,Петренко Геннадий ставшие в будущем неоднократными Чемпионами И призерами Чемпионатов СССР и известными тренерами и специалистами  регби и продолжали развивать регби в стране , в связи с успехами клуба "Дружба" руководством спортивного общества Труд было принято решение передать регбийную команду в спортклуб «Крылья Советов»в 1964 году за который мы играли вплоть до 1966 года ,многие воспитанники юношеской команды прошли службу в рядах СА и вернулись в клуб только тогда когда нас вновь передали в те годы перспективный новаторский Спортклуб "Фили" 10 января 1967 года где до сих пор мы играем и развиваем регби ,ставшем самым именитым регбийным клубом .
Клуб финансировался ведущими ракетостроительными предприятиями страны — ОКБ-165, Салют, Заводом имени М. В. Хруничева: многие игроки работали на заводе, а один из игроков, Юрий Лихачёв, был заместителем главного конструктора завода.
В 2014 году Завод имени М. В. Хруничева прекратил финансирование клуба, в связи с чем профессиональная команда, закончив сезон 2014, прекратила своё существование. Сохранилась любительская команда, которая выступает в Федеральной лиге — в 2021 году играла в финале, в 2022 году стала победителем. С сезона-2022/23 клуб принимает участие в турнире Высшей лиги.

## Достижения

Старая эмблема клуба.

- Чемпион СССР — 5 раз (1970, 1972, 1973, 1974, 1975)
- Обладатель Кубка СССР по регби (1977)
- Серебряный призер чемпионата СССР — 4 раза(1969, 1978, 1979, 1983)
- Бронзовый призер чемпионата России (1993)
- Бронзовый призер чемпионата СССР (1977)
- Победитель Федеральной лиги (2022)

## Известные игроки
- Ясинский Валентин Васильевич ,
- Блинник Борис Соломонович ,
- Виноградов Леонид Валерьевич ,
- Аляутдинов Виктор Кютбюсович,
- Беляев Анатолий Константинович ,
- Бабусенков Влалимир Иванович ,
- Бодрухин Мизаил Васильевич,
- Бобриков Владимир
- Гаврилов Николай Петрович ,
- Грошков Игорь Иванович ,
- Дорофеев Владимир Ильич ,
- Ермаков Анатолий Васильевич,
- Евсеев Николай Николаевич ,
- Райк Леонид Николаевич ,
- Ларин Владимир Иванович ,
- Лаврентьев Юрий Сергеевич ,
- Лихачев Юрий Аркадьевич ,
- Людвиполь Самсон Абрамович ,
- Нечаев Николай Константинович,
- Нечаев Сергей Константинович ,
- Качанов Александр Евгеньевич ,
- Корольчук Александр Иванович ,
- Корнеев Анатолий Дмитриевич ,
- Кудряшов Сергей Валентинович ,
- Федоров Александр Сергеевич ,
- Самозванов Анатолий Константинович
- Слепченко Александр Васильевич ,
- Митин Анатолий Федорович ,
- Максин Лев Николаевич,
- Мельников Евгений Алесеевич ,
- Исянов Евгений Иванович ,
- Некрасов Геннадий Сергеевич ,
- Новиков Михаил Александрович ,
- Пешков Александр Сергеевич ,
- Простяков Юрий ,
- Устинов Юрий Павлович  ,

- / Павел Берзин
- Пётр Ботнараш
- Никита Вавилин
- Анатолий Ванюшкин
- Борис Гаврилов
- Михаил Граждан
- Борис Ивашов
- Андрей Игрецов
- Евгений Исянов
- Олег Капитонов
- Юрий Карпухин
- Андрей Кирпа
- Юрий Киянов
- Евгений Клебанов
- Виктор Корочкин-Левицкий
- Анатолий Кудряшов
- Гия Лабадзе
- Сергей Лыско
- Роман Маликов
- / Иван Миронов
- / Игорь Миронов
- / Юрий Миронов
- / Вадим Постников
- Станислав Прядилов
- Артур Савельев
- / Сергей Сергеев
- Максим Стурза
- Алексей Талызин
- Тахир Салаватов
- Георгий Холуашвили
- Сергей Чеченков
- Михаил Шарков
- Харий Швейц
- / Дмитрий Шмаков
- Пётр Этко
- Борис Юдин
- Сергей Юрьев
- Александр Юсим
- Фёдор Юсим

## Тренеры
- Чеченков, Сергей Васильевич (1969—1977, тренер команды мастеров)[2]
- Гаврилов, Борис Петрович (1967—1976, играющий тренер)[3]
- Ивашов, Борис Леонидович (1978—1980, старший тренер)[4]
- Ванюшкин, Анатолий Георгиевич (1981, старший тренер)[5]
- Юсим, Фёдор Александрович (1981, начальник команды)[5]
- Карпухин, Юрий Иванович[6]
- Этко, Пётр Петрович (1993—?)

## Выступления по годам
- 1964 — ?? место из 8 на чемпионате Москвы
- 1969 — 2 место из 16; ?? место из 8 на чемпионате Москвы
- 1970 — 1 место из 8 в группе «А»
- 1971 — 4 место из 8 в группе «А»
- 1972 — 1 место из 8 в группе «А» (2)
- 1973 — 1 место из 8 в группе «А» (3)
- 1974 — 1 место из 8 в группе «А» (4)
- 1975 — 1 место из 10 (5)
- 1976 — 4 место из 10: 9 побед, 2 ничьи, 7 поражений. Разница мячей 166 - 176. Набрано 20 очков.
- 1977 — 3 место из 10, обладатель Кубка СССР
- 1978 — 2 место из 10
- 1979 — 2 место из 10
- 1980 — 4 место из 10
- 1981 — 6 место из 12
- 1982 — 4 место из 12
- 1983 — 2 место из 12
- 1984 — 6 место из 12
- 1985 — 5 место из 12
- 1986 — 3 место из 12
- 1987 — 8 место из 12
- 1988 — 11 место из 16 (переходный турнир)
- 1989 — 8 место из 12
- 1990 — 9 место из 15
- 1991 — 9 место из 13
- 1992 — 4 место из 9
- 1993 — 3 место из 10
- 1994 — 6 место из 8
- 1995 — 4(?) место из 10
- 1996-97 — ???
- 1998 — 6 место из 16
- 1999 — 5 место из 11, финалист Кубка России
- 2000 — 6 место из 6
- 2001 — 6 место из 7
- 2002 — 6 место из 6
- 2003 — ? место из 15 (Высшая лига)
- 2004 — ? место из 8(?) в Высшей лиге
- 2005 — ???
- 2006 — 4 место из 14(?) в Высшей лиге
- 2007 — 3 место из 15(?) в Высшей лиге
- 2008 — 8 место из 14 (Высшая лига)
- 2009 — 9 место из 10 (Высшая лига)
- 2010 — 8 место из 8
- 2011 — 8 место из 8
- 2012 — 10 место из 10
- 2013 — 8 место из 10
- 2014 -
- 2024 - Высшая лига 7 место из 9

## Чемпионат Москвы
- 2012 — 3 место
- 2013 — 2 место в Чемпионате Москвы, 5 место в Федеральной лиге.
- 2014 — 4 место
- 2015 — 5 место
- 2024 - 2 место

## Стадион
- Москва, ул. Новозаводская, д.27 стадион «Фили»

В 2020 году появился проект строительства крытого дворца «Гандбол Арена» с софинансированием Роскосмоса. Строить комплекс планируется на месте стадиона «Фили». Против строительства выступили местные жители и собрали около 3 000 подписей под обращением Сергею Собянину и Дмитрию Рогозину. 26 ноября 2020 Роскосмос на своем сайте объявил о сроках старта работ. Позднее эта новость пропала с сайта.